# S Club 8
S Club 8, connu au début sous le nom de S Club Juniors, est un groupe anglais de musique pop qui est la réplique en version junior du groupe S Club 7. Le groupe se compose de Jay Asforis, Daisy Evans, Calvin Goldspink, Stacey McClean, Aaron Renfree, Hannah Richings, Frankie Sandford et Rochelle Wiseman. Ils ont été sélectionnés parmi des milliers de candidats lors de l'émission télévisée S Club Search en 2001. À l'origine, le groupe devait uniquement faire les premières parties au Wembley Arena du Carnaval Tour des S Club 7. Le groupe a également fait l'objet d'un documentaire, S Club Juniors: The Story. Finalement, ils ont écoulé 950 000 disques dans leur pays natal, le Royaume-Uni.
Plus tard, ils tourneront dans la série télévisée pour adolescents D.R.E.A.M..

## Discographie

### Albums
| Année | Album                                                        | Classement au Royaume-uni | Chiffre de ventes |
| ----- | ------------------------------------------------------------ | ------------------------- | ----------------- |
| 2002  | Together (en tant que S Club Juniors)                        | 5                         | 250 000+          |
| 2003  | Sundown (en tant que S Club 8)                               | 13                        | 75 000+           |
| 2004  | Welcome to Avalon Heights (en tant que I Dream / D.R.E.A.M.) | 113                       | —                 |

### Singles
| Année | Single                                  | Classement des ventes | Classement des ventes | Album    |
| Année | Single                                  | R-U                   | FR                    | Album    |
| ----- | --------------------------------------- | --------------------- | --------------------- | -------- |
| 2001  | "One Step Closer"                       | 2                     | —                     | 250 000+ |
| 2001  | "Automatic High"                        | 2                     | —                     | 160 000  |
| 2002  | "New Direction"                         | 2                     | —                     | 100 000  |
| 2002  | "Puppy Love / Sleigh Ride"              | 5                     | —                     | 60 000   |
| 2003  | "Fool No More"                          | 4                     | —                     | 74 000   |
| 2003  | "Sundown"                               | 4                     | —                     | 40 000   |
| 2003  | "Don't Tell Me You're Sorry"            | 11                    | —                     | 7 000    |
| 2004  | "Dreaming" (featuring Frankie & Calvin) | 19                    | —                     | —        |
| 2004  | "Say It's Alright"                      | —                     | 32                    | —        |